# Ružinci
Ružinci (in bulgaro Ружинци?) è un comune bulgaro situato nella regione di Vidin di 5 172 abitanti (dati 2009). La sede comunale è nella località omonima.

## Località
Il comune è formato dall'insieme delle seguenti località:
- Belo pole
- Černo pole
- Dinkovo
- Dražinci
- Drenovec
- Gjurgič
- Plešivec
- Roglec
- Ružinci (sede comunale)
- Topolovec